# Férfi 82,5 kg-os súlyemelés az 1992. évi nyári olimpiai játékokon
Az 1992. évi nyári olimpiai játékokon a súlyemelés férfi 82,5 kg-os versenyszámát július 31-án rendezték a Industrial Spain Pavillionban.

## Rekordok
A versenyt megelőzően a következő rekordok voltak érvényben:
| Világrekord     | Szakítás    | Aszen Zlatev (BUL)   | 183,0 kg | Melbourne, Ausztrália | 1986. december 7.    |
| Világrekord     | Lökés       | Aszen Zlatev (BUL)   | 225,0 kg | Szófia, Bulgária      | 1986. november 12.   |
| Világrekord     | Összesített | Juri Vardanján (URS) | 405,0 kg | Várna, Bulgária       | 1984. szeptember 14. |
| Olimpiai rekord | Szakítás    | Juri Vardanján (URS) | 177,5 kg | Moszkva, Szovjetunió  | 1980. július 26.     |
| Olimpiai rekord | Lökés       | Juri Vardanján (URS) | 222,5 kg | Moszkva, Szovjetunió  | 1980. július 26.     |
| Olimpiai rekord | Összesített | Juri Vardanján (URS) | 400,0 kg | Moszkva, Szovjetunió  | 1980. július 26.     |

A versenyen új rekord nem született.

## Versenynaptár
| Dátum                   | Forduló |
| ----------------------- | ------- |
| 1992. július 31., hétfő | Döntő   |

## Eredmények
Az eredmények kilogrammban értendők. A rövidítés jelentése a következő:
- DNF: érvényes kísérlet nélkül
- DSQ: kizárás
- DNS: nem indult

### Végeredmény
| H     | Név                             | Nemzet                        | Cs | Súly  | Szakítás | Szakítás | Szakítás | Szakítás | Lökés | Lökés | Lökés | Lökés | Össz. |
| H     | Név                             | Nemzet                        | Cs | Súly  | 1        | 2        | 3        | E        | 1     | 2     | 3     | E     | Össz. |
| ----- | ------------------------------- | ----------------------------- | -- | ----- | -------- | -------- | -------- | -------- | ----- | ----- | ----- | ----- | ----- |
| Arany | Pírosz Dímasz                   | Görögország (GRE)             | A  | 81,80 | 162,5    | 167,5    | 167,5    | 167,5    | 202,5 | 207,5 | 207,5 | 202,5 | 370,0 |
| Ezüst | Krzysztof Siemion               | Lengyelország (POL)           | A  | 81,80 | 160,0    | 165,0    | 167,5    | 165,0    | 200,0 | 205,0 | 207,5 | 205,0 | 370,0 |
| 4.    | Cson Csholho (Chon Chol-Ho)     | Észak-Korea (PRK)             | A  | 78,60 | 160,0    | 160,0    | 165,0    | 165,0    | 200,0 | 207,5 | 207,5 | 200,0 | 365,0 |
| 5.    | Plamen Bratojcsev               | Bulgária (BUL)                | A  | 81,85 | 162,5    | 167,5    | 167,5    | 167,5    | 197,5 | 202,5 | 202,5 | 197,5 | 365,0 |
| 6.    | Lino Elias                      | Kuba (CUB)                    | B  | 82,40 | 160,0    | 160,0    | 165,0    | 160,0    | 197,5 | 202,5 | 205,0 | 205,0 | 365,0 |
| 7.    | Marc Huster                     | Németország (GER)             | B  | 80,90 | 160,0    | 165,0    | 165,0    | 160,0    | 195,0 | 202,5 | 202,5 | 202,5 | 362,5 |
| 8.    | José Heredia                    | Kuba (CUB)                    | B  | 82,45 | 160,0    | 165,0    | -        | 165,0    | 197,5 | 202,5 | 202,5 | 197,5 | 362,5 |
| 9.    | Li Jün-nan (Li Yunnan)          | Kína (CHN)                    | A  | 81,70 | 160,0    | 165,0    | 165,0    | 160,0    | 195,0 | 195,0 | 200,0 | 195,0 | 355,0 |
| 10.   | Andrzej Cofalik                 | Lengyelország (POL)           | B  | 80,45 | 160,0    | 160,0    | 165,0    | 160,0    | 190,0 | 195,0 | 195,0 | 190,0 | 350,0 |
| 11.   | Caj Jen-su (Cai Yanshu)         | Kína (CHN)                    | B  | 80,60 | 157,5    | 162,5    | 162,5    | 157,5    | 192,5 | 192,5 | 197,5 | 192,5 | 350,0 |
| 12.   | Saleh Khadim                    | Irak (IRQ)                    | B  | 82,30 | 155,0    | 160,0    | 160,0    | 160,0    | 190,0 | 195,0 | 195,0 | 190,0 | 350,0 |
| 13.   | Sunay Bulut                     | Törökország (TUR)             | A  | 82,30 | 150,0    | 155,0    | 162,5    | 155,0    | 192,5 | 192,5 | 197,5 | 192,5 | 347,5 |
| 14.   | Barsi László                    | Magyarország (HUN)            | B  | 81,00 | 160,0    | 165,0    | 165,0    | 160,0    | 185,0 | 190,0 | 190,0 | 185,0 | 345,0 |
| 15.   | David Morgan                    | Nagy-Britannia (GBR)          | B  | 81,50 | 155,0    | 155,0    | 160,0    | 160,0    | 185,0 | 195,0 | 195,0 | 185,0 | 345,0 |
| 16.   | Julio César Luna                | Venezuela (VEN)               | B  | 82,35 | 147,5    | 152,5    | 155,0    | 152,5    | 185,0 | 190,0 | 195,0 | 190,0 | 342,5 |
| 17.   | Tony Urrutia                    | Egyesült Államok (USA)        | B  | 81,95 | 145,0    | 150,0    | 152,5    | 150,0    | 185,0 | 190,0 | 195,0 | 190,0 | 340,0 |
| 18.   | Mészáros István                 | Magyarország (HUN)            | C  | 81,95 | 152,5    | 152,5    | 157,5    | 152,5    | 182,5 | 190,0 | 190,0 | 182,5 | 335,0 |
| 19.   | René Durbák                     | Csehszlovákia (TCH)           | C  | 81,95 | 140,0    | 145,0    | 147,5    | 147,5    | 177,5 | 182,5 | 182,5 | 182,5 | 330,0 |
| 20.   | Andrew Callard                  | Nagy-Britannia (GBR)          | C  | 82,10 | 137,5    | 142,5    | 142,5    | 142,5    | 177,5 | 182,5 | 187,5 | 182,5 | 325,0 |
| 21.   | Stéphane Sageder                | Franciaország (FRA)           | C  | 81,65 | 140,0    | 140,0    | 140,0    | 140,0    | 182,5 | 187,5 | 187,5 | 182,5 | 322,5 |
| 22.   | Juan Carlos                     | Spanyolország (ESP)           | B  | 82,25 | 140,0    | 145,0    | 145,0    | 140,0    | 180,0 | 185,0 | 190,0 | 180,0 | 320,0 |
| 23.   | Ali Reza Azari                  | Irán (IRI)                    | C  | 82,30 | 135,0    | 140,0    | 142,5    | 140,0    | 165,0 | 175,0 | 180,0 | 175,0 | 315,0 |
| 24.   | Alphonse Hercule Matam          | Kamerun (CMR)                 | C  | 81,55 | 137,5    | 142,5    | 142,5    | 137,5    | 170,0 | 175,0 | 175,0 | 170,0 | 307,5 |
| 25.   | Prasert Sumpradit               | Thaiföld (THA)                | C  | 76,40 | 130,0    | 132,5    | 137,5    | 132,5    | 165,0 | 170,0 | 170,0 | 165,0 | 297,5 |
| 26.   | Sergio Lafuente                 | Uruguay (URU)                 | C  | 81,45 | 127,5    | 127,5    | 135,0    | 127,5    | 152,5 | 160,0 | 160,0 | 152,5 | 280,0 |
| 27.   | Pieter Smith                    | Dél-afrikai Köztársaság (RSA) | C  | 82,00 | 115,0    | 120,0    | 125,0    | 120,0    | 145,0 | 150,0 | 155,0 | 150,0 | 270,0 |
| DSQ   | Ibragim Szamadov                | Egyesített Csapat (EUN)       | A  | 81,85 | 162,5    | 167,5    | 167,5    | 162,5    | 202,5 | 207,5 | 207,5 | 202,5 | 370,0 |
|       | Iszaoka Rjódzsi                 | Japán (JPN)                   | B  | 81,50 | 155,0    | 155,0    | 160,0    | 155,0    | 195,0 | 195,0 | 195,0 | DNF   | DNF   |
|       | Arnold Franqui                  | Puerto Rico (PUR)             | C  | 76,90 | 130,0    | 135,0    | 137,5    | 135,0    | 160,0 | 160,0 | 160,0 | DNF   | DNF   |
|       | Jom Dongcshol (Yeom Dong-Cheol) | Dél-Korea (KOR)               | B  | 82,25 | 150,0    | 150,0    | 150,0    | DNF      | -     | -     | -     | -     | DNF   |
|       | Daniel Tuinea                   | Románia (ROU)                 | B  | 80,95 | -        | -        | -        | -        | -     | -     | -     | -     | DNS   |